# Prix Selma-Lagerlöf
Pour les articles homonymes, voir Selma Lagerlöf et Lagerlöf.
Le prix Selma-Lagerlöf est un prix littéraire suédois décerné annuellement à un auteur écrivant dans l'esprit de Selma Lagerlöf, qui fut la première femme à recevoir le prix Nobel de littérature.
Le prix a été créé en 1983 par la municipalité de Sunne et a été attribué à partir de 1984. Les récipiendaires reçoivent 100 000 couronnes suédoises. La cérémonie de remise du prix a lieu à Sunne tous les 13 août, et est en l'honneur de Selma Lagerlöf.

## Liste des lauréats
- 1984 – Birgitta Trotzig
- 1985 – Sara Lidman
- 1986 – Astrid Lindgren
- 1987 – Göran Tunström
- 1988 – Lars Ahlin
- 1989 – Kerstin Ekman
- 1990 – Lars Andersson
- 1991 – Lars Gyllensten
- 1992 – Tove Jansson
- 1993 – Georg Henrik von Wright
- 1994 – Stig Claesson
- 1995 – Ulla Isaksson
- 1996 – Rolf Edberg
- 1997 – Per Olov Enquist
- 1998 – Göran Palm
- 1999 – Kristina Lugn
- 2000 – Torgny Lindgren
- 2001 – Agneta Pleijel
- 2002 – Peter Englund
- 2003 – P. C. Jersild
- 2004 – Sigrid Combüchen
- 2005 – Birgitta Stenberg
- 2006 – Lars Jakobson
- 2007 – Barbro Lindgren
- 2008 – John Ajvide Lindqvist
- 2009 – Lars Gustafsson
- 2010 – Jan Lööf
- 2011 – Ellen Mattson
- 2012 – Klas Östergren
- 2013 – Kjell Johansson
- 2014 – Lotta Lotass
- 2015 – Stewe Claeson
- 2016 – Sara Stridsberg
- 2017 – Lars Norén
- 2018 – Carola Hansson
- 2019 – Kristina Sandberg
- 2020 – Monika Fagerholm
- 2021 – Niklas Rådström
- 2022 – Inger Edelfeldt
- 2023 – Bengt Berg